# Eiko Goshi
Eiko Goshi, née le 25 avril 1954, est une nageuse japonaise.

## Carrière
Eiko Goshi remporte la médaille de bronze sur 400 mètres nage libre aux Jeux asiatiques de 1970 à Bangkok. Elle participe aux séries du relais 4x100 mètres nage libre aux Jeux olympiques d'été de 1972 à Munich.